# Саид Захари
Саид Захари (малайск. Said Zahari; 18 мая 1928, Сингапур — 12 апреля 2016, Петалинг-Джая) — сингапурский и малайзийский журналист, поэт, политик.

## Краткая биография
Был чётвёртым ребёнком в семье. Отец Захари — выходец с Явы. Окончил малайскую школу в Танглин-Тингги. В 1941 году был принят в педагогический колледж в Танджунг-Малиме (Британская Малайя), но японская оккупация нарушила все планы. Он окончил курсы японского языка и стал учиться в японском педагогическом училище в Сингапуре, где проникся националистическими идеями. После окончания войны работал в британской армии переводчиком и готовился самостоятельно к экзамену на получение кембриджского сертификата о полном среднем образовании.

## Журналистская и политическая деятельность
С 1951 года — журналист газеты «Утусан Мелаю» (малайск. Utusan Melayu) в Сингапуре, которую возглавлял будущий президент Сингапура Юсоф бин Исхак. Здесь Саид познакомился с многими политическими деятелями, в том числе с Ли Куан Ю, который был юридическим консультантом газеты. В 1954 году — корреспондент газеты в Куала-Лумпуре. В 1958 году, когда штаб-квартира газеты переехала в Куала-Лумпур, Саид стал редактором отдела новостей, а в 1959 году, когда Юсуф Исхак подал в отставку, назначен её главным редактором. Этот пост занимал до 1961 года. Отстаивая свободу прессы, 21 июля объявил забастовку, которая продлилась 93 дня (беспрецедентный в истории Малайзии случай). После этого был уволен с запрещением жить в Малайской Федерации. По возвращении в Сингапур создал переводческое бюро и стал поддерживать контакты с деятелями партий левого направления. Выступил посредником в переговорах между лидером поднявшей восстание Народной партии Брунея А. М. Азахари и лидером «Социалистического фронта» Сингапура Лим Чин Сионгом.

## Арест и заключение
1 февраля 1963 года избран президентом Народной партии Сингапура (малайск. Partai Rakyat Singapura), но уже 2 февраля был арестован на основании Закона о внутренней безопасности в ходе операции «Колдстор» вместе со 107 другими политическими и профсоюзными деятелями левого толка по обвинению в связях с индонезийской разведкой, в поддержке восстания в Брунее, заговоре против создания Малайзии и по свержению сингапурского правительства..
Провёл в заключении без суда и следствия 17 лет (до 1979). В заключении неоднократно объявлял голодовку, четырежды помещался в одиночную камеру. Здесь он написал стихи, которые были опубликованы в Малайзии в 1973 году под названием «Стихи из застенка». В 1978—1979 годах находился в изгнании на о. Убин.

## Освобождение и переезд в Куала-Лумпур
Освобождён на условиях отказа от всякой политической деятельности в дальнейшем. После освобождения работал редактором бюллетеня Asia Research Bulletin и ежеквартального журнала ASEAN Business Quarterly.
В 1989 году получил разрешение на переезд в Куала-Лумпур, но переехал лишь в 1994 году. Занимался преподавательской деятельностью. В 1996—1997 был писателем-гостем Национального университета Малайзии. Сохранял сингапурское гражданство, но имел вид на постоянное жительство в Малайзии.

## Публикации
Опубликовал книги воспоминаний «Тёмные тучи на рассвете: политические мемуары» (2001) и «Долгий кошмар: 17 лет в качестве политического заключённого» (2006). Книги были написаны и изданы на малайском языке, но почти одновременно были переведены на английский и китайский языки. В 2007 году появился документальный фильм известного сингапурского режиссёра Мартина Си «17 лет из жизни Захари». И книги, и фильм запрещены в Сингапуре. Известный малайзийский политический деятель М. К. Раджакумар (1932—2008) писал о первой книге Саида Захари:
Это смелая книга мужественного человека. Саид Захари пишет в журналистском стиле, но он пишет об исторических событиях, важным участником которых он являлся... Эта книга - важный вклад в понимание нашей истории... Подлинная картина предательства, давления и применения силы, которыми сопровождался переход власти от англичан, ещё не написана. Эта книга отчасти проливает свет на эту постыдную картину.

## Награды
- Премия «За свободу прессы» Независимой группы «Мы» (Малайзия, 2001)[9]
- Премия «Выдающийся журналист страны» (2009)[10]
- Звание «Выдающийся писатель Селангора» (2012)

## Семья
Жена Салама Абдул Вахаб, дочери Рисмавати и Нурлинда, сыновья Русман и Норман.

## Память
20 мая 2016 года в Куала-Лумпуре по инициативе организации «Пакси» состоялся поэтический вечер, посвященный памяти Саида Захари.